# Западни Кејп
Западни Кејп (енгл. Western Cape) је покрајина на југозападу Јужноафричке Републике. Главни град Кејптаун. До 1994. регион који сада формира Вестерн Кејп био је део од некадашње велике Кејп покрајине. До формирања Уније Јужноафричких Република 1910. године, она се звала Кејп Колонија. Већина становништва говори африканерски језик.